# Койо, Вильо Йоханнес
Вильо Йоханнес Койо (фин. Viljo Johannes Kojo; 13 декабря 1891, Каукола, Выборгская губерния — 21 апреля 1966[…], Хельсинки) — финский прозаик,поэт, художник, журналист.

## Биография
Из крестьян. В 1911—1912 гг. учился в Гельсингфорском художественном училище (ныне Высшая школа искусств, дизайна и архитектуры Университета Аалто). В 1912—1914 гг. — в частной школе при Обществе финских художников (своеобразный аналог Петербургской Академии художеств). Впервые выставлялся в 1914 году. В 1919—1921 гг. — преподаватель школы живописи «Атенеум» (позже на её базе была учреждена Академия художеств Финляндии).
В 1925—1940 годах работал журналистом. Много писал о живописи, театре, новинках беллетристики. Раз в месяц издавал приложение «Искусство и литература», в котором печатал произведения способных начинающих авторов. Благодаря своему тонкому эстетическому чутью В. Койо дал «путёвку в жизнь» многим впоследствии прославившимся деятелям финской культуры.
Начиная с 1930 года возглавлял Выборгское общество художников. В 1927 году выиграл всефинляндский конкурс как автор лучшего остросюжетного произведения.

## Творчество
Выступил как поэт-лирик, издав в  1914 г. свой первый поэтический сборник («Утренний ветер»). До 1924 г. оказались для него необычайно плодотворными.
Как прозаик, начинал с реалистических описаний крестьянской жизни, жизнь финского села, его взаимоотношения с городом. В 1916 году вышла его книга «Долг», посвящённая родному краю, а в 1931—1932 годах — самый знаменитый его роман-дилогия «Река блестит» (первая часть — «Человек решает», вторая — «Время бежит»).
В 1943 году Вильо занял второе место в конкурсе на лучшее произведение о войне — своей повестью «Деревня на десять дымов», которую и сегодня изучают финские школьники на уроках литературы. Позже вышли ещё два его знаменитых романа — «Сон синей горницы» (1948) и «Чернозём и асфальт» (1953).
Вильо Койо по праву считается одним из лучших новеллистов Финляндии, его нередко называют «финским Мопассаном». Он дебютировал в жанре новеллы сборником «Солнце, месяц и белая лошадь» (1919). Его талантливые короткие рассказы, в которых мастерски изображались разные житейские ситуации, характеры людей и было много добродушного юмора, сразу снискали ему признание в скандинавских странах. Итоговый сборник избранных новелл «Ветрено и спокойно» увидел свет в 1947 году.

## Избранные произведения
Сборники поэзии
- «Утренний ветер» (1914),
- «Деревня и город» (1916)

Романы
- «Беззаботные прихожане» (богемный роман, 1921),
- «Четвёртая заповедь» (1930),
- «Чернозём и асфальт» (1953) ,
- «Valitut teokset» (1957),
- «Taiteen tie on pitka» (1960).

сборники новелл и рассказов
- «Анна-Мари из Почтового дома…» (1928),
- «Любовное письмо…» (1936),
- «Хлеб увечного» (1950).

Художник-экспрессионист, пейзажист, график, акварелист.
Писал также натюрморты, бытовые зарисовки, портреты, шаржи и карикатуры. Много работал как иллюстратор книг, с успехом оформлял суперобложки.
Вильо Койо стал одним из деятельнейших участников группы «Ноябрь», объединявшей художников-экспрессионистов. Его близкими друзьями были знаменитый живописец Тюко Саллинен и не менее известный писатель Йоэл Лехтонен. В своей программной повести «Община людей, живущих без печали» (1921) Вильо описал жизнь художников группы «Ноябрь». Принял участие в 24 выставках. В 1923 году за свои живописные работы был удостоен стипендии Гёста Стельмана и смог побывать в Париже.
Награждён медалью Pro Finlandia (1948).
Похоронен на кладбище Хиетаниеми в Хельсинки.